# Pachyurus schomburgkii
Pachyurus schomburgkii is een straalvinnige vissensoort uit de familie van ombervissen (Sciaenidae). De wetenschappelijke naam van de soort is voor het eerst geldig gepubliceerd in 1860 door Günther.